# ISO 4016
ISO 4016 er en ISO-standard for Maskinbolte.
En bolt ISO 4016 er en af de mest brugte bolte inden for befæstelse området.
ISO 4016 Overtager DIN 601
| Gevind        |  | M5  | M6 | M8  | M10 | M12 | M14 | M16 | M18  |
| ------------- |  | --- | -- | --- | --- | --- | --- | --- | ---- |
| Nøglevidde S: |  | 8   | 10 | 13  | 17  | 19  | 22  | 24  | 27   |
| Hovedhøjde K: |  | 3,5 | 4  | 5,3 | 6,4 | 7,5 | 8,8 | 10  | 11,5 |
| l≤125 mm      |  | 16  | 18 | 22  | 26  | 30  | 34  | 38  | 42   |
| l>125 mm      |  | 22  | 24 | 28  | 32  | 36  | 40  | 44  | 48   |
| l>200 mm      |  | 35  | 37 | 41  | 45  | 49  | 53  | 57  | 61   |

| Gevind        |  | M20  | M22 | M24 | M27 | M30  | M33 | M36  | M39 |
| ------------- |  | ---- | --- | --- | --- | ---- | --- | ---- | --- |
| Nøglevidde S: |  | 30   | 32  | 36  | 41  | 46   | 50  | 55   | 60  |
| Hovedhøjde K: |  | 12,5 | 14  | 15  | 17  | 18,7 | 21  | 22,5 | 25  |
| l≤125 mm      |  | 46   | 50  | 54  | 60  | 66   | 72  | 78   | 84  |
| l>125 mm      |  | 52   | 56  | 60  | 66  | 72   | 78  | 84   | 90  |
| l>200 mm      |  | 65   | 69  | 73  | 79  | 85   | 91  | 97   | 103 |